# Notocrinus
Famille
Genre
Notocrinus est un genre de crinoïdes de l'ordre  des Comatulida, le seul de la famille des Notocrinidae.

## Description et caractéristiques
Ce sont des notocrinoïdes de taille moyenne à grande, avec un centrodorsal élargi et aplati aboralement, voire concave. La part adorale du centrodorsal porte des sillons radiaux distinctifs. Les gangues cirrhales sont composées de 10-20 colonnes.

## Liste des espèces
Selon World Register of Marine Species (21 juin 2014) :
- genre Notocrinus Mortensen, 1917
  - Notocrinus mortenseni John, 1938
  - Notocrinus virilis Mortensen, 1917

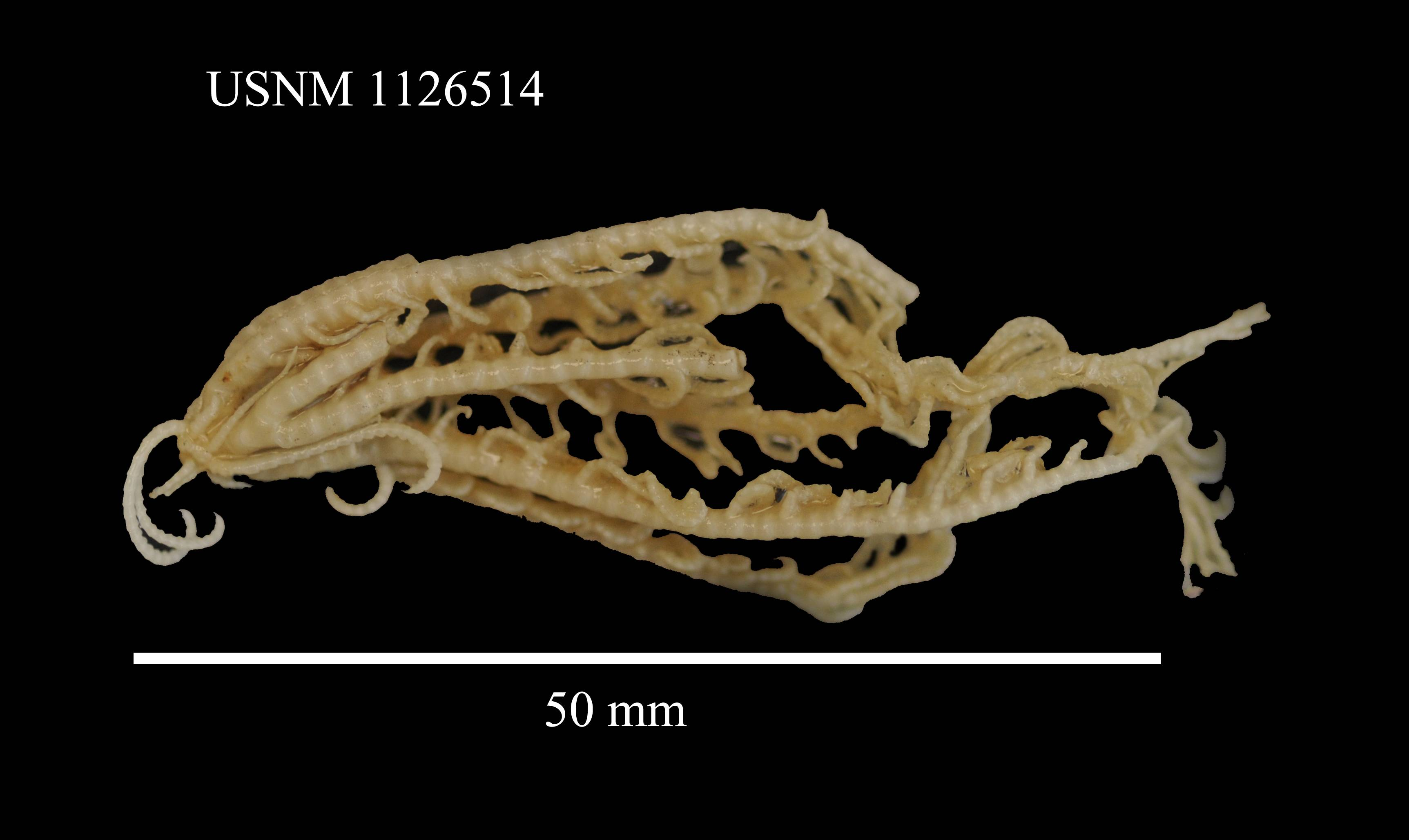
Notocrinus mortenseni.
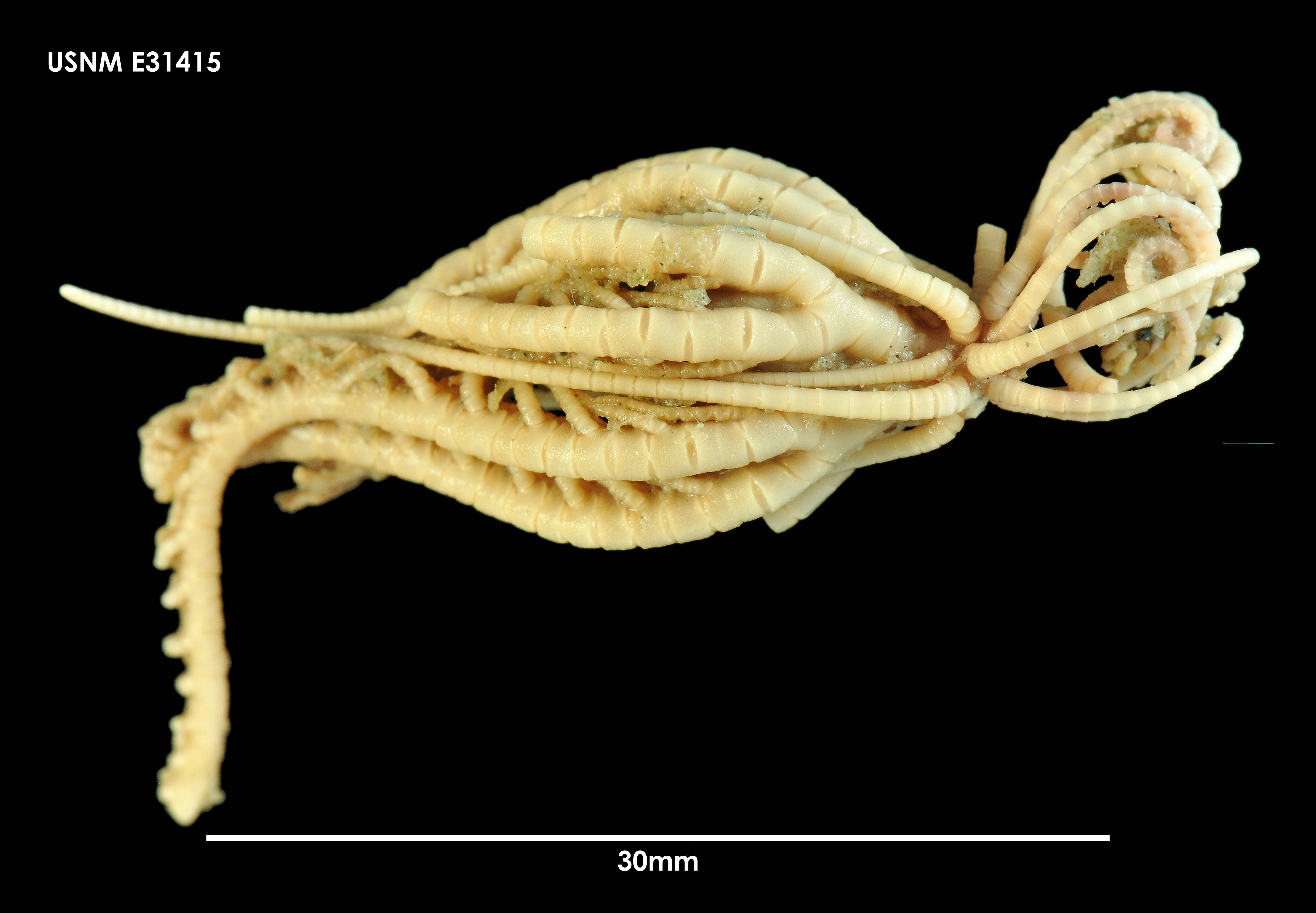
Notocrinus virilis.